# Arboniés
Arboniés (en euskera y cooficialmente: Arbontze) es un concejo y localidad española del municipio de Romanzado, perteneciente a la Comunidad Foral de Navarra.

## Toponimia
El nombre del lugar puede encontrarse referido en euskera como Arbontze.

## Historia
Hacia mediados del siglo XIX, el lugar, ya por entonces perteneciente a Romanzado, tenía contabilizada una población de 150 habitantes. Aparece descrito en el segundo volumen del Diccionario geográfico-estadístico-histórico de España y sus posesiones de Ultramar de Pascual Madoz con las siguientes palabras:

ARBONIES: l. del valle y ayunt. de Romanzado en la prov. aud. terr. y c. g. de Navarra, part. jud. de Aoiz (3 leg.), merind. de Sangüesa, dióc. de Pamplona (8), arciprestazgo de Lónguida: sit. en una espaciosa llanura, donde le combaten los vientos del N. y O.: su clima es templado y bastante saludable, aunque á las veces suelen padecerse algunas tercianas é inflamaciones. Tiene 30 casas, una escuela de primeras letras dotada con 1,000 rs.. á la que concurren 30 niños de ambos sexos, y una igl. parr. bajo la advocacion de San Estéban, servida por un cura párroco; el edificio, aunque reducido, es de buena fáb., y se halla bien adornado el interior donde se celebran las festividades religiosas del valle con la posible solemnidad. Cerca del pueblo y en parage agradable hubo una ermita dedicada á San Pedro, de la cual no existen mas que ruinas, habiéndose trasladado la efigie de dicho Santo á la igl. parr. donde se le da culto. Confina el térm. por N. con los de Murillo y Berroya (1/2 leg.), por E. con el de Domeño (1/4), por S. con el de Adansa (igual dist.), y por O. con el de Lumbier (1). El terreno es de buena calidad; en distintos puntos del mismo brotan 3 fuentes llamadas Echarri, Tejeria y Sotomayor, cuyas aguas, juntamente con las de otra que hay cerca de la pobl., aprovechan los vec. para su gasto doméstico, abrevadero de sus ganados y otros objetos de agricultura. Tambien se encuentra una laguna, en la cual se crian muchas sanguijuelas, que se conceptuan por los hab. como las mejores de toda la prov. Comprende el térm. 2,700 robadas de tierra, de las que no se pueden cultivar de 400 á 500; de las restantes se siembran en cada año unas 700; por ser flojas hay que dejarlas en descanso 5 á 6 años, en cuyo tiempo sirven para pasto de los ganados; entre las cultivadas se cuentan 300 peonadas de viña, y en las eriales hay bastantes robles y encinas con muchas y esquisitas yerbas de pasto. Los caminos son locales y de herradura, habiendo uno que conduce por Lumbier á los valles de Roncal, Salazar y almiradio de Navascues; todos se hallan en buen estado. La correspondencia se recibe de la mencionada v. por medio de balijero: prod. trigo, cebada, avena, escandia, comuña, jiron, centeno, maiz, alubias, patatas, alguna hortaliza y vino de inferior calidad; cria ganado vacuno, de cerda, lanar y cabrio, y hay caza de liebres, perdices, ánades: pobl. 20 vec.: 150 alm.: contr. con el valle.
(Madoz, 1845, p. 462)

En 2023, la entidad singular de población tenía empadronados 48 habitantes y el núcleo de población, también 48.